# Juan Ramón Martínez
Juan Ramón Martínez (* 20. April 1948 in San Miguel; † 4. August 2024 ebenda), auch bekannt unter dem Spitznamen Mon, war ein salvadorianischer Fußballspieler. Er spielte zunächst im Angriff und galt als der beste salvadorianische Mittelstürmer, der zudem ein sicherer Elfmeterschütze war. Später wechselte er als Spielgestalter mit der Nummer 10 ins offensive Mittelfeld.

## Leben

### Verein
„Mon“ Martínez begann seine fußballerische Laufbahn im Nachwuchsbereich seines Heimatvereins Club Deportivo Águila, bei dem er 1964 auch seinen ersten Profivertrag erhielt. 1965 wechselte er zum guatemaltekischen Verein CSD Municipal, bei dem er bis 1967 blieb. Mit der einzigen Auslandsstation seiner Spielerlaufbahn gewann er 1966 die guatemaltekische Fußballmeisterschaft und vor seiner Rückkehr zum Club Deportivo Águila auch den guatemaltekischen Pokalwettbewerb.
Unmittelbar nach seiner Rückkehr in die Heimat gewann er mit dem Club Deportivo Águila in der Saison 1967/68 erstmals auch die salvadorianische Fußballmeisterschaft. Seinen zweiten salvadorianischen Meistertitel gewann er 1971 mit dem CD Juventud Olímpica, für den er ebenfalls mehrere Jahre im Einsatz war und der in der Saison 1974/75 unter der Bezeichnung Negocios Internacionales antrat. Später spielte Martínez noch für den CD Once Municipal und den CD Atlético Marte, bei dem er 1982 seine aktive Laufbahn beendete.

### Nationalmannschaft
Zwischen 1967 und 1976 absolvierte Martínez insgesamt 32 Einsätze für die salvadorianische Fußballnationalmannschaft, bei denen er 14 Tore erzielte. In den Qualifikationsspielen zur Fußball-Weltmeisterschaft 1970 in Mexiko war Martínez mit 7 Treffern der erfolgreichste salvadorianische Spieler und hatte somit maßgeblichen Anteil daran, dass El Salvador sich erstmals für die Teilnahme an einer Fußball-Weltmeisterschaft qualifizierte. Darüber hinaus war es das erste Mal, dass sich überhaupt ein Land aus Mittelamerika für die WM-Endrunde qualifizieren konnte.
Seinen wichtigsten Treffer, durch den er zu einem Nationalhelden avancierte, erzielte Martínez am 8. Oktober 1969 im entscheidenden dritten Finalspiel zum 1:0-Sieg gegen Haiti. Nach seiner Rückkehr in die Heimat wurde Martínez von den Medien gefeiert und erschien auf einigen Titelseiten, umarmt vom damaligen Präsidenten des Landes, General Fidel Sánchez Hernández. Bereits im Halbfinale des Qualifikationsturniers hatte Martínez mit seinen beiden Toren zum entscheidenden 3:2-Sieg gegen Honduras beigetragen, in dessen Folge sich ein Fußballkrieg mit dem Nachbarland entwickelte. Bei der WM 1970 bestritt Martínez die beiden Vorrundenspiele der Gruppe 1 gegen Belgien (0:3) und Gastgeber Mexiko (0:4).

### Sonstiges
Unter anderem bedingt durch den in Salvador tobenden Bürgerkrieg emigrierte Martínez in die Vereinigten Staaten, wo er sich in Kalifornien niederließ.

## Erfolge
- Guatemaltekischer Meister: 1965/66
- Guatemaltekischer Pokalsieger: 1967
- Salvadorianischer Meister: 1967/68, 1971